# Пелма
Пелма (порт. Pelmá)  —  район (фрегезия) в Португалии,  входит в округ Лейрия. Является составной частью муниципалитета  Алвайазери. По старому административному делению входил в провинцию Бейра-Литорал. Входит в экономико-статистический  субрегион Пиньял-Интериор-Норте, который входит в Центральный регион. Население составляет 986 человек на 2001 год. Занимает площадь 29,91 км².
Покровителем района считается Стефан Первомученик (порт. Santo Estêvão). 